# Ave de presa

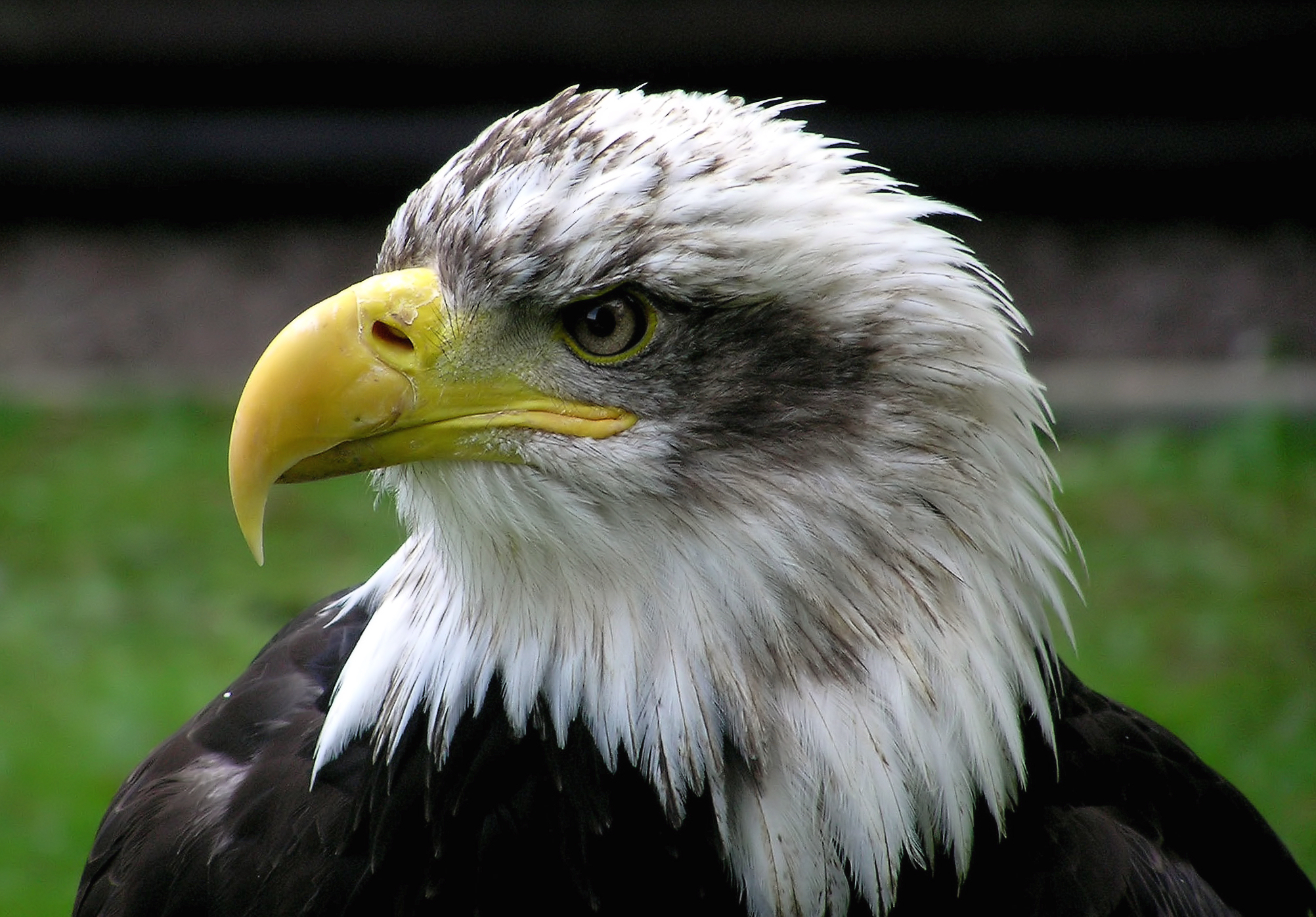
El águila de cabeza blanca es un ejemplo de ave de presa.

Un ave de presa o rapaz es un ave que caza presas para alimentarse, utilizando su pico y sus garras afiladas. Las garras y pico tienden a ser relativamente grandes, potentes y adaptados para desgarrar y/o perforar carne.
El término "rapaz" se deriva de la palabra latina rapere, es decir, "apoderarse" o "tomar por la fuerza". 
Muchas especies de aves pueden considerarse en parte o exclusivamente depredadores, sin embargo, en la ornitología el término "ave de presa" solo se aplica a las aves de las familias que se enumeran en la clasificación.

## Definición

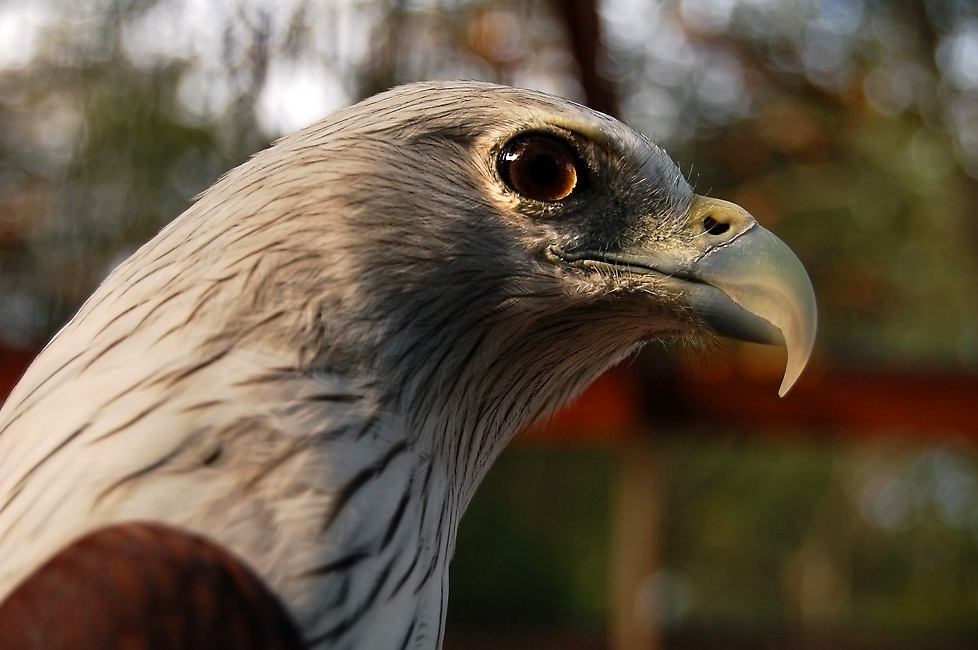
Milano brahmán (Haliastur indus), ave de presa que vive en el subcontinente indio, el sudeste asiático y Australia.

Tomado literalmente, el término "ave de presa" tiene un significado amplio que incluye muchas aves que cazan y se alimentan de animales e incluso aves que se alimentan de insectos muy pequeños. En la ornitología, y en la definición utilizada aquí, el término tiene un significado más estrecho y se refiere a las aves que cuentan con una muy buena vista que les sirve para encontrar alimentos, garras fuertes para agarrar las presas y un fuerte pico curvado para desgarrar la carne. La mayoría de las aves de presa también tienen fuertes garras curvas para coger y matar a la presa. En general estas aves se alimentan de vertebrados que suelen ser bastante grandes en relación con el tamaño del ave. La mayoría también se alimenta de carroña, al menos ocasionalmente, y en el caso de los buitres y cóndores comen carroña como principal fuente de alimento. A modo de ejemplos, la definición más estrecha excluye a las cigüeñas y las gaviotas, que llegan a comer peces bastante grandes, en parte porque estas aves capturan y matan a sus presas por completo con sus picos.
Con este conjunto de características anatómicas y de comportamiento, las especies que figuran a continuación son por lo general consideradas aves de presa en la ornitología. Las aves de presa pueden dividirse en especies que cazan durante el día, o rapaces diurnas (Falconiformes), y las especies que cazan durante la noche, o rapaces nocturnas (Estrigiformes). Las aves rapaces diurnas y nocturnas están alejadas y se clasifican en distintos órdenes. Sin embargo, su evolución ha sido convergente y ambos grupos de aves desarrollaron su propia adaptación al estilo de vida depredador.

## Clasificación
Las aves de presa se dividen en diurnas y nocturnas y se incluyen en dos órdenes distintos sin relación de parentesco:
Falconiformes - rapaces diurnas
- Catártidos:
  - buitres del Nuevo Mundo
- Accipítridos:
  - águilas
  - azores
  - gavilanes
  - buitres del Viejo Mundo
- Pandiónidos:
  - águilas pescadoras
- Sagitáridos:
  - secretario
- Falcónidos:
  - halcones
  - alcotanes
  - esmerejones
  - cernícalos

Estrigiformes - rapaces nocturnas
- Estrígidos:
  - búhos
  - mochuelos
- Titónidos:
  - lechuzas

La similitud entre las rapaces diurnas y las nocturnas se da por la denominada convergencia evolutiva (animales filogenéticamente distantes adquieren, evolutivamente, aspectos similares por alimentarse de lo mismo u ocupar los mismos nichos ecológicos). Aunque el término "rapaz" a veces es utilizado ampliamente, en general se refiere a especies diurnas.

## Conservación
A pesar de que hoy en día cuentan con una protección legal, no siempre fue así y se las consideró como animales dañinos, ya fuera por su incidencia sobre especies criadas por el hombre o sobre especies cinegéticas, considerándolas alimañas. En Europa, la Primera y la Segunda Guerra Mundial supusieron una tregua para la caza de rapaces y tras ellas, entre los años 1950 y 1960, comienza a protegerse a este grupo de aves, lo cual se ve reflejado en un ligero aumento de sus poblaciones en la década de 1970. En España, las aves rapaces están bajo protección legal desde 1966.
Debido a su forma de vida depredadora, a menudo en la parte superior de la cadena alimenticia, las aves de presa se enfrentan a distintos problemas de conservación. La contaminación ha provocado serias declinaciones en algunas especies. El uso generalizado de pesticidas como DDT, y su acumulación en las presas, fue responsable del adelgazamiento de la cáscara de los huevos en las aves de presa. Asimismo, la reducción de hábitat debida a la antropización de entornos y la masiva desaparición de presas como los conejos por epidemias como la neumonía hemorrágica vírica y la mixomatosis causaron un declive severo de algunas poblaciones de rapaces, alcanzando cerca de un 80 % de áreas desocupadas por águila imperial ibérica.

## Cetrería
La caza con el uso de rapaces se denomina cetrería y se inició hace más de cuatro mil años, siendo muy habitual en la Edad Media en Europa y practicándose hasta hoy en numerosos países de Asia y el norte de África. Desaparecida en España en el siglo XVII, su principal impulsor y rescatador moderno en este país fue Félix Rodríguez de la Fuente, uno de los mayores expertos mundiales en rapaces.